# 小林喬
小林 喬（こばやし たかし、1934年1月6日 - ）は、日本の経営者。富国生命保険社長、会長を務めた。

## 経歴・人物
東京都出身。父は日本航空会長や東急電鉄社長、富国生命保険社長などを歴任し、財界四天王の一人とされた小林中。母は子爵・大岡忠量の三女・慶子。1956年に慶應義塾大学経済学部を卒業。三菱銀行での勤務を経て、1968年に富国生命保険に転じ、同年に取締役に就任。1971年3月に常務、1974年5月に専務、1989年3月に副社長を経て、1991年9月に社長に就任した。1998年7月に会長を経て、2003年6月に相談役に退いた。
妻は学習院大学名誉教授の林友春（伯爵・林博太郎の長男）と松濤幼稚園創設者・林貞子の次女・絢子。娘に衆議院議員で元国務大臣の堀内詔子。
2000年11月に藍綬褒章を受章。